# Agente de movilidad

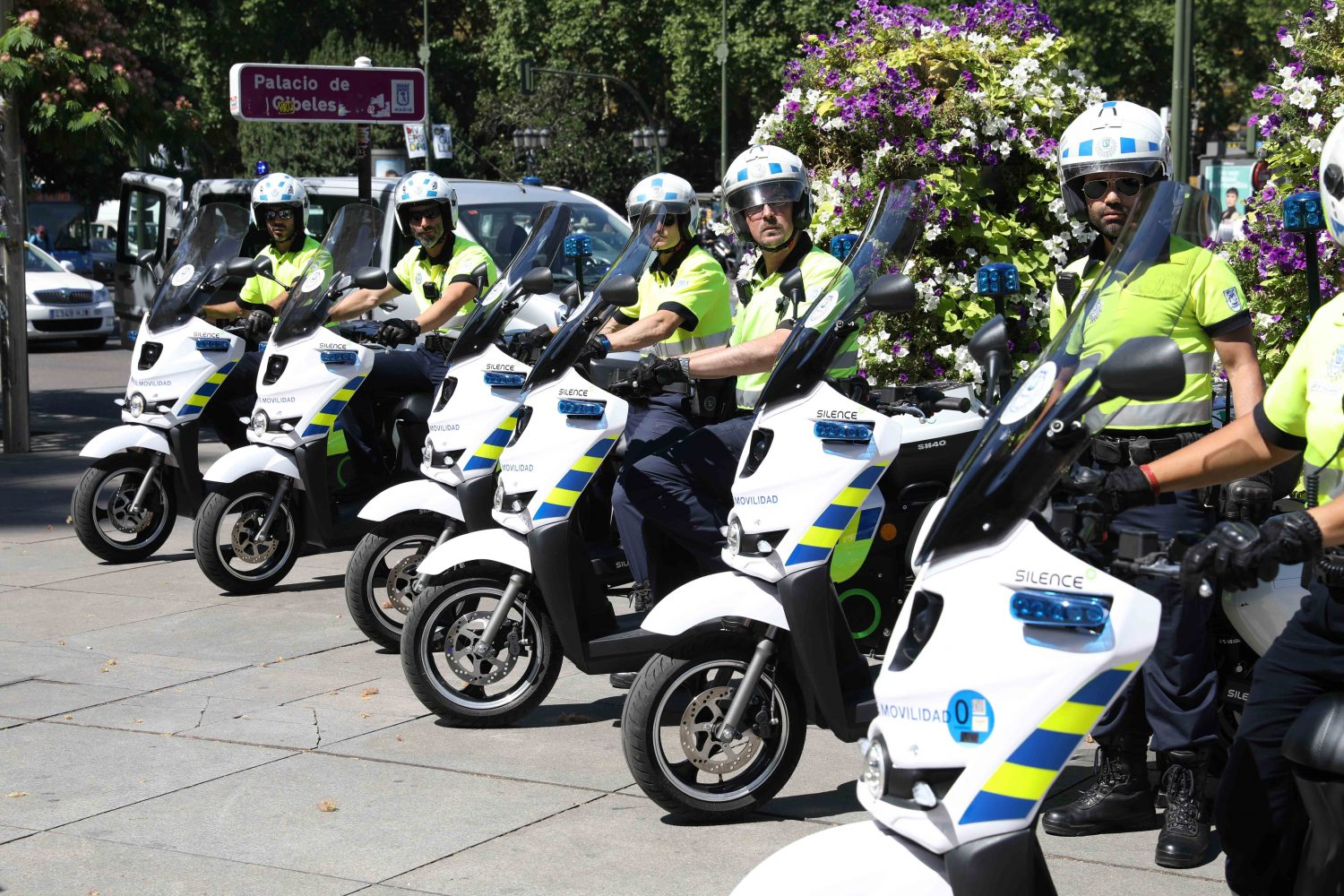
Agentes de movilidad de Madrid

Los agentes de movilidad son un personal uniformado municipal, es decir, dependiente de los Ayuntamientos, que exclusivamente se dedica al control y dirección del tráfico en algunas ciudades de España.

## Antecedente legal
En primer término, solo podrán tener agentes de movilidad, aquellos municipios que recojan las características que determina el título X (régimen de organización de los municipios de gran población), de la Ley 7/1985, de 2 de abril, Reguladora de las Bases del Régimen Local. Título introducido por la Ley 57/2003, de 16 de diciembre, de medidas para la modernización del gobierno local.
La Ley Orgánica 19/2003, de 23 de diciembre, de modificación de la Ley Orgánica del Poder Judicial, en su disposición adicional decimoquinta modifica la Ley Orgánica 2/1986, de 13 de marzo, de Fuerzas y Cuerpos de Seguridad, y habilita para la creación de un Cuerpo de agentes encargados de ordenar, señalizar y dirigir el tráfico en el casco urbano, de acuerdo con lo establecido en las normas de circulación, el cual será siempre dependiente del cuerpo de policía local del Ayuntamiento en cuestión.

## Características

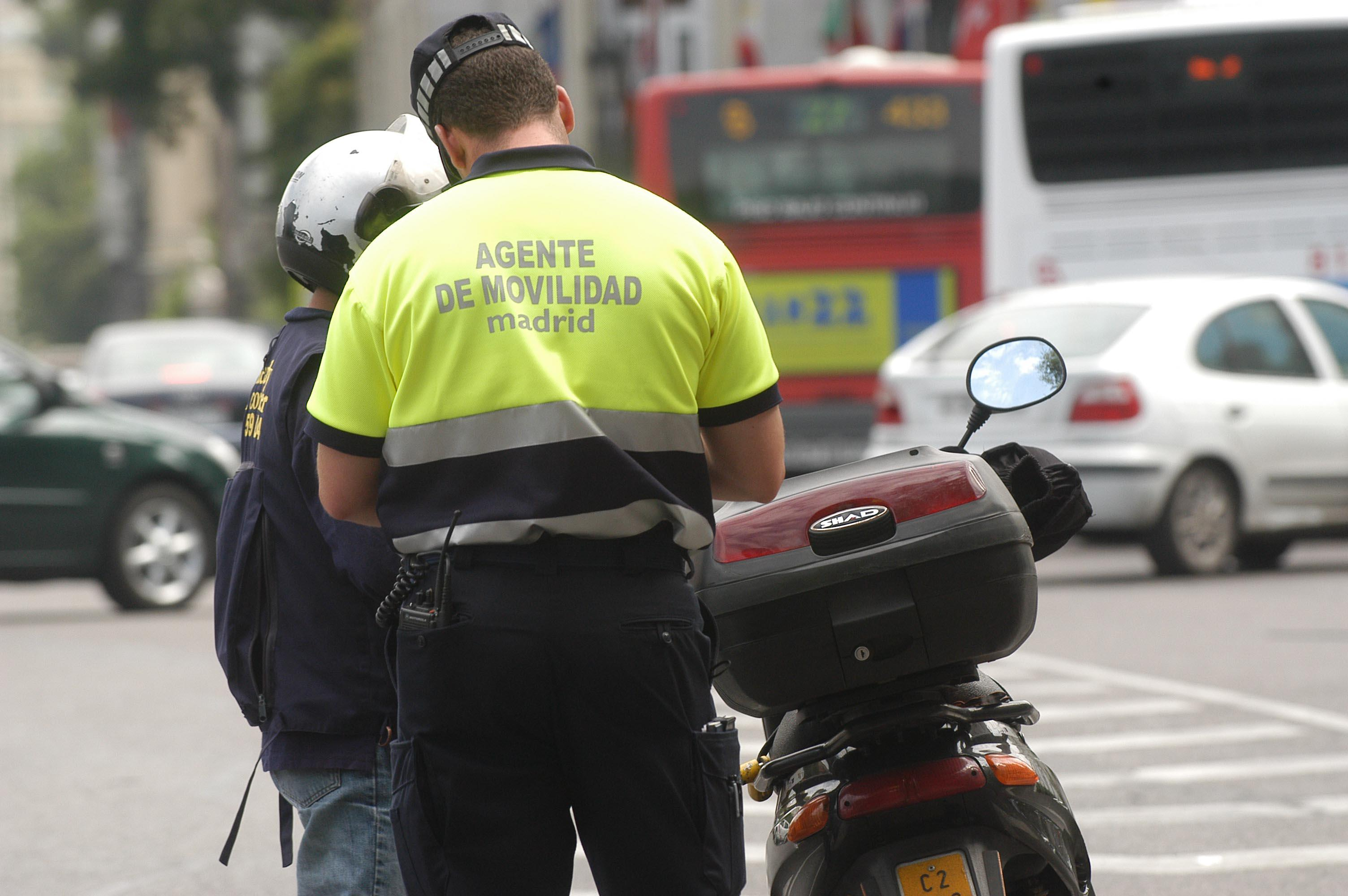
Agente de movilidad trabajando

- Al tratarse de funcionarios públicos, la forma de acceso es a través de oposición.
- El cuerpo de agentes de movilidad queda siempre supeditado al cuerpo de Policía Municipal o Local del Ayuntamiento al que pertenecen.
- Son solo Agentes de la Autoridad siempre que estén de servicio, esto quiere decir que al contrario de un policía que en caso de hecho ilícito flagrante puede intervenir aunque no esté de servicio, por el tipo de trabajo que ejecuta un agente de movilidad ni denunciará ni regulará el tráfico si no está de servicio.
- Solo pueden practicar detenciones en los casos en los que puede hacerlo cualquier ciudadano (Véase la Ley de Enjuiciamiento Criminal), así como tampoco pueden portar armamento de ningún tipo ni grilletes.
- Disponen de elevados conocimientos de la normativa sobre tráfico, circulación de vehículos de motor y seguridad vial, así como de movilidad urbana sostenible y promoción del transporte público y ecológico.
- Tienen que velar por la seguridad y fluidez del tráfico, estando obligados a cumplir escrupulosamente las normas y reglamentos sobre seguridad vial.

## Uniformidad
- En Madrid' De color azul oscuro de cintura para abajo y rojo flúor con cuello azul oscuro con linea roja, con dos bandas reflectantes horizontales, y dos verticales en la parte superior y a la espalda el texto AGENTES DE MOVILIDAD MADRID también reflectante. Suelen portar igualmente un chaleco textil de color azul oscuro con el mismo texto a la espalda.

- En San Sebastián - El uniforme está compuesto de distintas prendas, dependiendo de las inclemencias meteorológicas. La parte frontal y dorsal del equipo es azul y el canesú naranja, incorporando una banda reflectante de 2,5 cm en la parte inferior del canesú de la parte delantera. Llevarán un módulo reflectante en la espalda con la palabra TRAFIKOA y en el lado izquierdo del pecho AGENTE, así como el escudo del Ayuntamiento de San Sebastián en la manga derecha.

- En Castellón de la Plana - Inicialmente vestían pantalones azul oscuro y polar, con la mitad de abajo del mismo color que el pantalón seguido de una tira de rectángulos reflectantes y la parte de arriba blanca. Desde el 6 de marzo de 2010 la parte blanca es de color amarillo fosforescente. En la espalda el texto reflectante AGENTE MOVILIDAD CASTELLÓN, incorporando en mangas, pecho y hombreras el escudo del Ayuntamiento de Castellón de la Plana. Equipados con PDA e impresora de última generación.

## Ayuntamientos con agentes de movilidad
- Ayuntamiento de Alicante

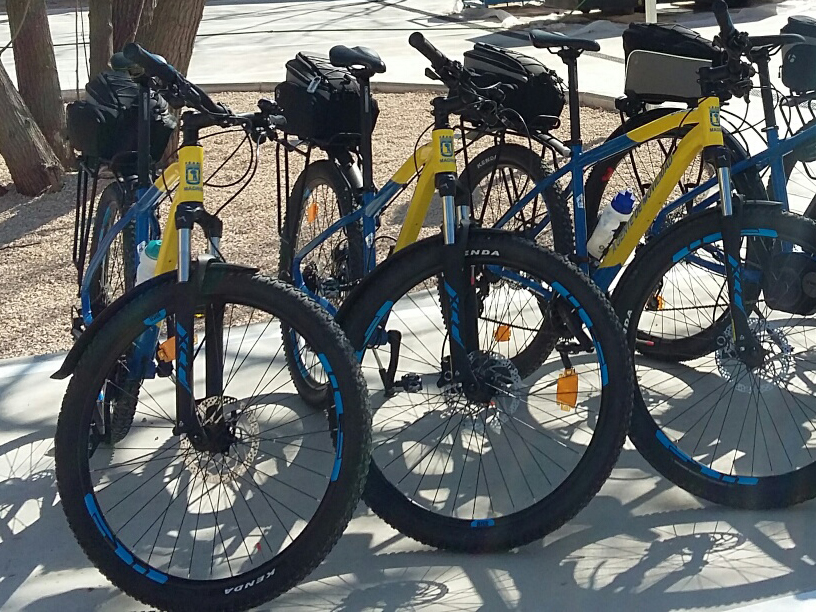
Bicicletas como parte del equipamiento de los agentes de movilidad

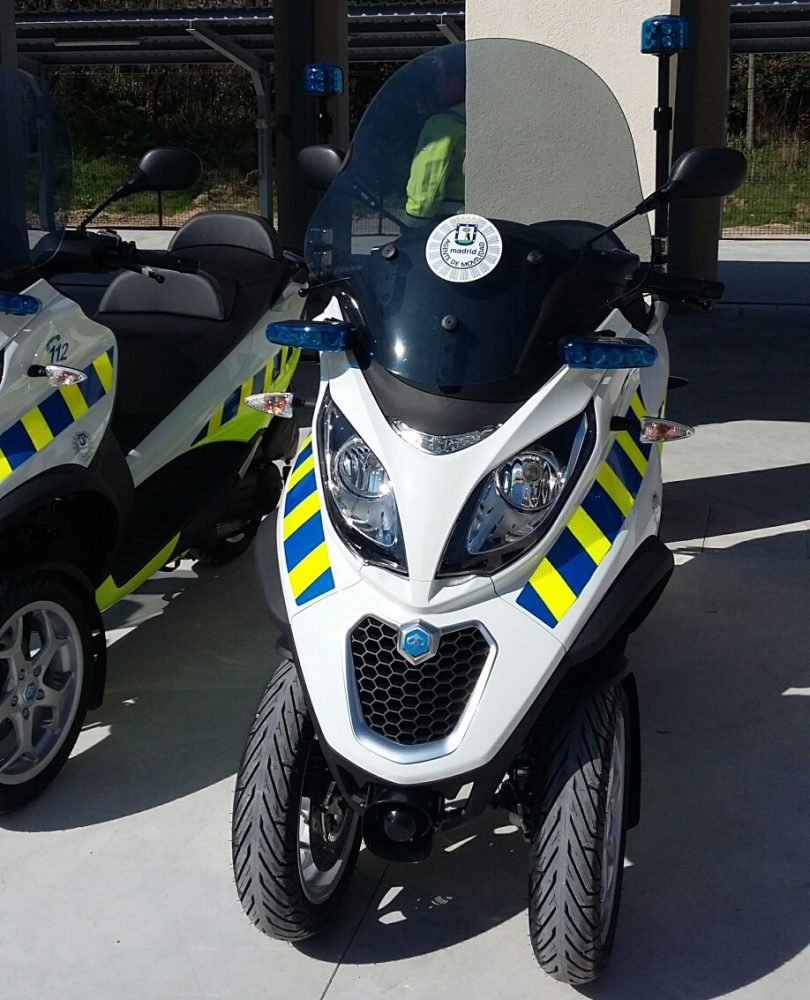
Motos de tres ruedas de Agentes de Movilidad de Madrid

- Ayuntamiento de Castelldefels (Barcelona)
- Ayuntamiento de Castellón de la Plana
- Ayuntamiento de Ciudad Real
- Ayuntamiento de Cuenca
- Ayuntamiento de Elche (Alicante) (junio de 2006)
- Ayuntamiento de Guadalajara
- Ayuntamiento de Las Palmas de Gran Canaria
- Ayuntamiento de Lugo
- Ayuntamiento de Madrid
- Ayuntamiento de Marbella (Málaga) (próximamente)
- Ayuntamiento de Palma de Mallorca (Baleares)
- Ayuntamiento de Talavera de la Reina (Toledo)
- Ayuntamiento de Toledo
- Ayuntamiento de Santander (Cantabria)
- Ayuntamiento de San Sebastián (Guipúzcoa) (junio de 2009)
- Ayuntamiento de Sevilla
- Ayuntamiento de Melilla

## Enlaces
- Agentes de movilidad Madrid
- Reglamento en el Ayuntamiento de Madrid
- Reglamento en el Ayuntamiento de Santander

- Datos: Q5659831
- Multimedia: Agentes de movilidad / Q5659831